# Cabo de guerra nos Jogos Olímpicos Intercalados de 1906
Nos Jogos Olímpicos Intercalados de 1906 em Atenas, foi realizado um evento de cabo de guerra, apenas para homens. Denominados Jogos Intercalados, a edição de 1906 não é considerada oficial pelo Comitê Olímpico Internacional.
A competição foi disputada no Estádio Panathinaiko em 30 de abril de 1906 como um dos eventos do atletismo. Quatro equipes participaram do evento: Alemanha, Áustria, Omas Helliniki PS (equipe da Grécia) e Suécia.

## Medalhistas
| Evento    | Ouro | Prata | Bronze |
| --------- | --- | --- | --- |
| Masculino | Wilhelm Born Willy Dörr Karl Kaltenbach Josef Krämer Wilhelm Ritzenhoff Heinrich Rondi Heinrich Schneidereit Julius Wagner Alemanha | Konstantinos Lazaros Spyros Lazaros Georgios Papakhristou Georgios Psakhos Vasilios Psakhos Panagiotis Trivoulidis Antonios Tsitas Spyros Vellas Grécia | Erik Granfelt · Gustaf Grönberger · Anton Gustafsson · Oswald Holmberg · Eric Lemming · Axel Norling · Carl Svensson · Ture Wersäll · Suécia |

## Quadro de medalhas

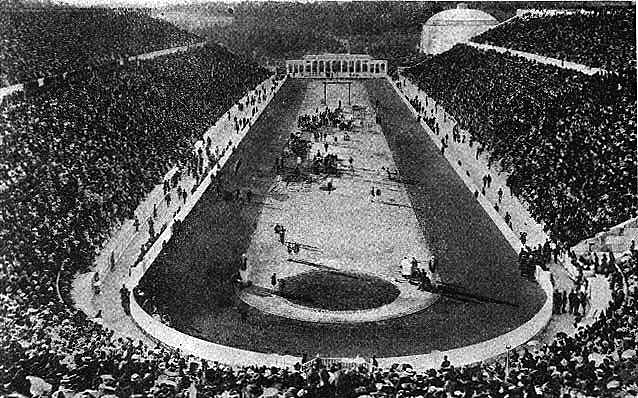
O Estádio Panathinaiko recebeu a competição de cabo de guerra.

| Ordem | País     | Medalha de ouro | Medalha de prata | Medalha de bronze | Total |
| ----- | -------- | --------------- | ---------------- | ----------------- | ----- |
| 1     | Alemanha | 1               | 0                | 0                 | 1     |
| 2     | Grécia   | 0               | 1                | 0                 | 1     |
| 3     | Suécia   | 0               | 0                | 1                 | 1     |
| Total | Total    | 1               | 1                | 1                 | 3     |